# متحد النغم

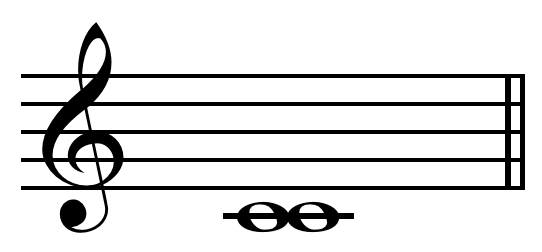
توحد النغم وصلة=| عن هذا الصوت

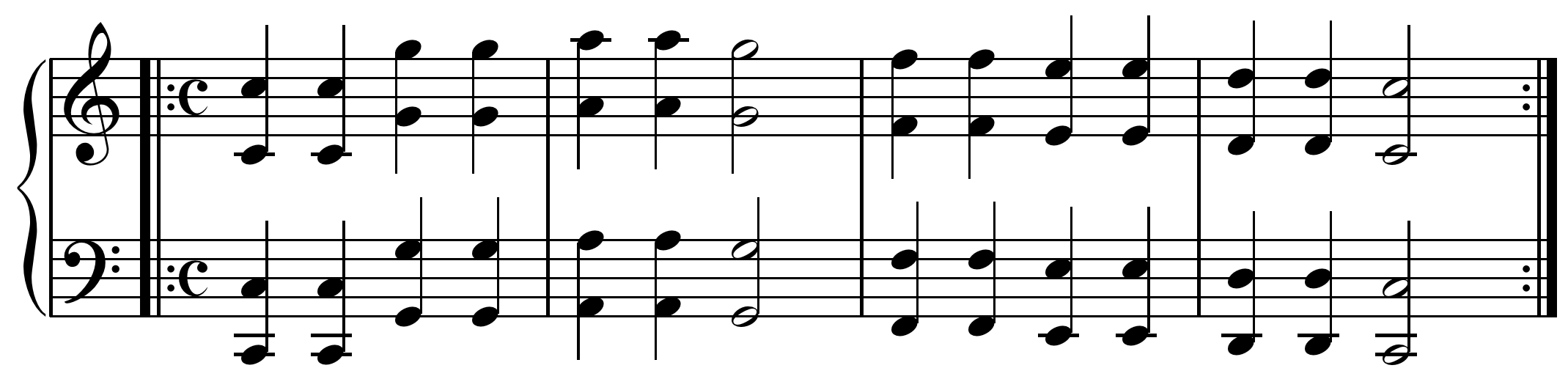
تضاعف اللحن "توينكل ، توينكل ، ليتل ستار" في أربعة أوكتافات. وصلة=| عن هذا الصوت بيانو

متحد النغم أو النغم الأُحادي أو توحد النغم أو الانسجام[بحاجة لمصدر] في الموسيقى، هو جزئين موسيقيين أو أكثر يبدوان في نفس الدرجة أو في مسافة أوكتاف، وعادة في نفس الزمن. وتسمى الأنماط الإيقاعية التي تتشابه من الناحية الايقاعية أيضا متحدة النغم.

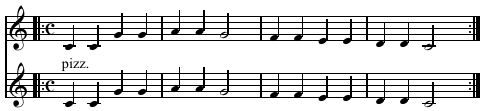
تضاعف اللحن " توينكل ، توينكل ، ليتل ستار " في انسجام تام. وصلة=| عن هذا الصوت الكلارينيت والبيتزيكاتو. كمان